# أنجيلا مورغان
أنجيلا مورغان (بالإنجليزية: Angela Morgan)‏ هي كاتِبة وشاعرة أمريكية، ولدت في 1875، وتوفيت في 24 يناير 1957.